# 长柄藓
长柄藓（学名：Fleischerobryum longicolle），又名佛氏藓，为珠藓科长柄藓属下的一个种。